# Dobrotinet, Olt
Dobrotinet (din slavonă : pământ bun) este un sat în comuna Curtișoara din județul Olt, Muntenia, România. În satul Dobrotinet este situat Schitul Dobrotinet.
 Acest articol despre o localitate din județul Olt este deocamdată un ciot. Puteți ajuta Wikipedia prin completarea lui.

Sat de o frumusețe rară cu păduri verzi de foioase, străbătut de râul Cungrea și cu celebrul copac,Tecul de la Ionicesti.